# Tocantins Esporte Clube (Maranhão)
O Tocantins Esporte Clube é um clube brasileiro de futebol, da cidade de Imperatriz, no estado do Maranhão. Suas cores são verde e branco. Possui juntamente com o Imperatriz uma das maiores torcidas da cidade, além de ser um dos maiores times da cidade e da região Tocantina.

## História
O clube foi fundado no dia 2 de dezembro  de 1975, fruto da união entre um grupo de abnegados do futebol. Foi do Diesel Carolina, um time amador de Imperatriz, que representava a revenda Toyota na época, que surgiu o Tocantins Esporte Clube.
Em 1980, iniciou sua participação no Campeonato Maranhense, termina em segundo lugar no grupo B na primeira fase do primeiro turno não conseguindo classificação para o quadrangular do turno ( só o primeiro avançava ) , no segundo turno termina na 3º colocação no grupo C sendo eliminado na primeira fase novamente ( só o vencedor de cada grupo avançava para final do turno ) , se classifica para o terceiro turno por ter a 5º melhor campanha no Campeonato, mas termina em 3º lugar no seu grupo não avançando a final do turno e nem ao triangular final ( venceu o Maranhão no último jogo sendo está a primeira vitória de um time de Imperatriz sobre um grande da capital no estadual) , terminando na 5° colocação geral do campeonato entre 10 clubes.[carece de fontes?] No mesmo ano participa do Torneio Joaquim de Lima Quinta no estado de Goiás, na semifinal vence o tradicional Vila Nova - GO  por 1x0 e na final vence a Seleção de Tocantinópolis ( que na época pertencia ao estado de Goiás )  por 4x0 sagrando-se campeão da competição.
Em 1981, faz boa campanha, mas é eliminado no jogo de desempate que daria a 4° e última vaga para fase final do Campeonato Maranhense e termina na 6° colocação entre 9 clubes.
Em 1982, faz uma campanha razoável e termina na 7° colocação entre 10 clubes.
Em 1983, foi eliminado logo no início do Campeonato Maranhense terminando na 9° colocação entre 10 clubes.
Por 10 anos, participou ininterruptamente do principal campeonato de futebol profissional do estado e ao término do certame de 1990, pediu afastamento. Seu retorno ocorreu em 1997, quando foi eliminado na primeira fase do campeonato.
Em 2001, foi campeão da Série B do Campeonato Maranhense e em 2002, disputou  o Campeonato Brasileiro da Série C terminando na 32° posição de 61 participantes. Também em 2002, foi 3° colocado da Copa Meio-Norte "MaPaTo" (sigla de Maranhão, Pará e Tocantins), sendo eliminado nas semifinais para o Redenção.
Desde 2002, o clube permanece inativo em âmbito profissional.
Em 2016, volta disputando a segunda divisão do Campeonato Imperatrizense sendo eliminado na primeira fase.
Em 2017, disputou a Copa Maranhão Sub - 19 sendo campeão da etapa sul e sendo eliminado nas semifinais da etapa final terminando entre os quatro primeiros da competição.

## Estádio
O clube manda seus jogos para o Estádio Frei Epifânio, mais conhecido como Caldeirão, com capacidade para 10.100 espectadores.

## Títulos
- : Campeão Invicto

| Inter - Restaduais | Inter - Restaduais                      | Inter - Restaduais | Inter - Restaduais      |
|                    | Competição                              | Títulos            | Temporadas              |
| ------------------ | --------------------------------------- | ------------------ | ----------------------- |
|                    | Torneio Joaquim de Lima Quinta          | 1                  | 1980                    |
| Estaduais          |                                         |                    |                         |
|                    | Competição                              | Títulos            | Temporadas              |
|                    | Campeonato Maranhense - Segunda Divisão | 1                  | 2001[carece de fontes?] |
| Municipais         |                                         |                    |                         |
|                    | Competição                              | Títulos            | Temporadas              |
|                    | Campeonato Imperatrizense               | 3                  | 1983, 1984 e 1987       |

### Campanhas de destaque
- Copa Meio-Norte "MaPaTo": 3° Colocado:

(2002).

### Categorias de Base
| Estaduais  | Estaduais                          | Estaduais | Estaduais  |
|            | Competição                         | Títulos   | Temporadas |
| ---------- | ---------------------------------- | --------- | ---------- |
|            | Copa Maranhão “Etapa Sul” Sub-19   | 1         | 2017       |
| Municipais |                                    |           |            |
|            | Competição                         | Títulos   | Temporadas |
|            | Campeonato Imperatrizense Juniores | 1         | 2001       |

## Estatísticas

### Participações
|  | Participações em 2024 |

| Competição | Competição               | Temporadas | Melhor campanha                   | Estreia | Última | Última | P | R |
| Maranhão   | Campeonato Maranhense    | 14         | 5º colocado (1980 e 1985)         | 1980    | 2002   | 2002   |   | 2 |
| Maranhão   | 2ª Divisão do Maranhense | 2          | Campeão (2001)[carece de fontes?] | 2001    | 2002   | 2002   | 1 |   |
| Maranhão   | Taça Cidade de São Luís  | 1          | 5º colocado (1981)                | 1981    | 1981   | _      | _ | _ |
| Brasil     | Série C                  | 1          | 32º colocado (2002)               | 2002    | 2002   | 2002   | – | – |

## Desempenho em Competições

### Campeonato Maranhense - 1ª divisão
| Ano  | Posição |
| 1980 | 5º      |
| 1981 | 6º      |
| 1982 | 7º      |
| 1983 | 9º      |
| 1984 | ?       |
| 1985 | 5º      |
| 1986 | 9º      |
| 1987 | 6º      |
| 1988 | ?       |
| 1989 | 9º      |
| 1990 | 9º      |
| 1997 | 6º      |
| 2001 | 12º     |
| 2002 | 12º     |

### Taça Cidade de São Luís
| Ano  | Posição |
| 1981 | 5º      |

### Campeonato Maranhense - 2ª divisão
| Ano  | Posição |
| 2001 | 1º      |
| 2002 | 6º      |

### Campeonato Brasileiro Série C
| Ano  | Posição |
| 2002 | 32º     |

## Ranking da CBF
- Posição: não esta rankeado pela CBF, em 2019, entre os 218 clubes.[17]
- Pontuação: não esta pontuado pela CBF, em 2019, entre os 218 clubes.

Ranking da CBF foi criado pela Confederação Brasileira de Futebol para pontuar todos os times do Brasil.

## Rivalidade
O maior rival do Tocantins é o Imperatriz, clube da mesma cidade, com o qual realiza o clássico "Tocantriz".

### Tocantins versus Imperatriz
Imperatriz versus Tocantins é o maior clássico do município de Imperatriz e Região Tocantina. O confronto é chamado pela imprensa e pela torcida Imperatrizense de Clássico Tocantriz, sendo também conhecido como o Clássico Tocantino, já que envolve as duas maiores forças do futebol da Região Tocantina do Maranhão. É o maior clássico do Interior do Maranhão.
Última atualização: Tocantins 2–2 Imperatriz, 22 de dezembro de 2018.
| Rival      | J  | V  | E  | D  | GP | GC |
| ---------- | -- | -- | -- | -- | -- | -- |
| Imperatriz | 37 | 12 | 12 | 13 | 35 | 48 |